# Basketball-Europameisterschaft 2011/Division B
Die Division B war die untere im zweistufigen Qualifikationssystem zur EM 2011. Die Division B umfasst 2011 13 europäische Basketball-Nationalteams. Darunter sind 10 Teams die 2009 in der Division B gespielt hatten, dort nicht aufgestiegen sind. In der Division A 2009 waren das estnische und das tschechische Nationalteam in die Division B abgestiegen. Als 13. Team nahm Aserbaidschan erstmals seit 2003 wieder an einer Qualifikation zur EM teil. Dänemark, Irland und Island als Teilnehmer 2009 beteiligten sich diesmal nicht. Die 13 Team wurden in drei Gruppen zu vier bzw. fünf Teams gelost. Die Spiele der Division B fanden vom 8. bis zum 24. August 2010 statt. 

## Qualifikationsrunde (Qualifying Round)
Die Mannschaften spielten in 3 Gruppen (A, B, C). Die 3 Gruppenersten und der beste Gruppenzweite sollten sich für die Play-off-Spiele um den Aufstieg in die Division A qualifizieren.

### Gruppe A
| Platz | Team        | Spiele | Siege | Niederl. | Punkte | Körbe   | Diff |
| ----- | ----------- | ------ | ----- | -------- | ------ | ------- | ---- |
| 1     | Estland     | 6      | 4     | 2        | 10     | 515:447 | +068 |
| 2     | Niederlande | 6      | 4     | 2        | 10     | 479:418 | +061 |
| 3     | Österreich  | 6      | 4     | 2        | 10     | 472:441 | +031 |
| 4     | Luxemburg   | 6      | 0     | 6        | 06     | 414:574 | −160 |

### Gruppe B
| Platz | Team          | Spiele | Siege | Niederl. | Punkte | Körbe   | Diff |
| ----- | ------------- | ------ | ----- | -------- | ------ | ------- | ---- |
| 1     | Schweden      | 8      | 7     | 1        | 15     | 716:512 | +204 |
| 2     | Aserbaidschan | 8      | 5     | 3        | 13     | 646:686 | −040 |
| 3     | Belarus       | 8      | 4     | 4        | 12     | 644:610 | +034 |
| 4     | Rumänien      | 8      | 4     | 4        | 12     | 573:638 | −065 |
| 5     | Albanien      | 8      | 0     | 8        | 08     | 569:702 | −133 |

### Gruppe C
| Platz | Team       | Spiele | Siege | Niederl. | Punkte | Körbe   | Diff |
| ----- | ---------- | ------ | ----- | -------- | ------ | ------- | ---- |
| 1     | Tschechien | 6      | 5     | 1        | 11     | 471:385 | +086 |
| 2     | Schweiz    | 6      | 4     | 2        | 10     | 426:390 | +036 |
| 3     | Slowakei   | 6      | 3     | 3        | 09     | 407:395 | +012 |
| 4     | Zypern     | 6      | 0     | 6        | 06     | 335:469 | −134 |

## Aufstiegsspiele (Qualification Games)
In Aufstiegsspielen sollten die drei Gruppensieger und der beste Gruppenzweite paarweise zwei Aufsteiger in die Division A ausspielen. Da die Unterteilung in Division A und B nicht fortgeführt wurde, entfielen die ursprünglich vorgesehenen Aufstiegsspiele.